# Prudnoje (Kaliningrad, Gwardeisk)
Prudnoje (russisch Прудное, deutsch Alt Wehlau, litauisch Vėluva) ist ein Ort in der russischen Oblast Kaliningrad im Rajon Gwardeisk. Er gehört zur kommunalen Selbstverwaltungseinheit Stadtkreis Gwardeisk.
Prudnoje liegt allerdings nicht (mehr) an der ehemaligen deutschen Ortsstelle Alt Wehlau, die verlassen ist, sondern im Bereich einer Gemarkung an der ehemaligen Reichsstraße 142, heute Regionalstraße 27A-016, ex R 514, die vor 1945 zum Ort Sanditten, heute russisch Lunino, gehörte. Ebenfalls zu Prudnoje gehört die ehemalige Ortsstelle Oppen, die auf Russisch zunächst in Prigorki umbenannt worden war.

## Geographische Lage
Prudnoje liegt zwei Kilometer nördlich von Snamensk (Wehlau) am Nordufer des Pregel (russisch: Pregolja). Durch den Ort verläuft die russische Fernstraße R 514 in Richtung Polessk (Labiau). Die nächste Bahnstation ist Snamensk an der Bahnstrecke Kaliningrad–Nesterow (Königsberg–Stallupönen/Ebenrode), einem Teilstück der einstigen Preußischen Ostbahn, zur Weiterfahrt nach Litauen und in das russische Kernland.

## Geschichte
Das bis 1946 Alt Wehlau genannte Gutsdorf mit einer Wassermühle („Alt Wehlauer Mühle“) war ursprünglich zu Sanditten (heute russisch: Lunino) zugehörig und über die Muttergemeinde in den gleichnamigen Amtsbezirk  eingegliedert. Dieser lag im Kreis Wehlau im Regierungsbezirk Königsberg der preußischen Provinz Ostpreußen. Der kleine Ort, der 1905 lediglich 59 Einwohner zählte, gehörte 1939 zur Stadtgemeinde Wehlau (russisch: Snamensk).
Im Jahre 1945 kam Alt Wehlau mit dem gesamten nördlichen Ostpreußen zur Sowjetunion und erhielt 1947 die russische Bezeichnung Prudnoje. Gleichzeitig wurde der Ort in den Dorfsowjet Sorinski selski Sowet im Rajon Gwardeisk eingeordnet. Von 2005 bis 2014 gehörte der Ort zur Landgemeinde Sorinskoje selskoje posselenije und seither zum Stadtkreis Gwardeisk.

## Kirche
Wie in fast allen nordostpreußischen Dörfern war auch die Bevölkerung Alt Wehlaus überwiegend evangelischer Konfession. Das Dorf gehörte bis 1945 zum Kirchspiel der Jacobikirche in Wehlau (heute russisch: Snamensk) im Kirchenkreis Wehlau der Kirchenprovinz Ostpreußen in der Kirche der Altpreußischen Union. Heute liegt Prudnoje im Einzugsbereich der in den 1990er Jahren neu entstandenen evangelisch-lutherischen Kirchengemeinde in Bolschaja Poljana (Paterswalde), einer Filialgemeinde der Auferstehungskirche in Kaliningrad (Königsberg) in der Propstei Kaliningrad der Evangelisch-lutherischen Kirche Europäisches Russland.